# الريحانية (سوريا)
الريحانية هي قرية سورية  من قرى ناحية الصفصافة التابعة لمنطقة طرطوس، محافظة طرطوس. وهي تقع جنوب غرب الصفصافة على الجهة الجنوبية الغربية للطريق الدولي الواصل بين حمص - طرطوس. تبعد 22 كم عن طرطوس وتقع في سفح دير مار الياس الريح، على تل بسيط محاطة بالسهول الخصبة من كل الجوانب وذلك على ارتفاع 50 م عن سطح البحر. تتبع بلدية الصفصافة. تشتهر بالزراعة وهي من منتجي الباذنجان الأحمر والكوسا والزيتون. سكانها من الروم الأرثوذكس والعلويون. فيها نسبة كبيرة من المتعلمين. حدثت فيها هجرات حديثة إلى الخليج العربي. من أشهر عائلاتها الصافي (عيسى)، العرقان،مخول، ملحم، مجبر، بحوي، معوض، حسامو، عيشة.
يمر بأراضيها نهر الأبرش الذي كان يستخدم في الروي عن طريق ساقية كانت تسمى الساقية الأم يدخل فيها الماء من حاجز عرضي مقام على النهر يسمى البغلة، كان الأهالي يقومون بتنظيف الساقية مرة كل عام ويوزعون أدوار الري حسب المساحة المستغلة. مساحة القرية مع أراضيها 500 هكتار. في القرية كنيسة وجامع. كنيسة اسبريدون مقامة على أرض ملك آل مخول شيدت عام 1988.
تعداد السكان 2200 نسمة، فيها مدرسة إعدادية وابتدائية باسم فهد محمود سليمان. في القرية نبع ماء قديم مشهور باسم عين الدلبة. تمتاز المنطقة بصيف حار نسبيا بسبب الرطوبة لقربها من البحر، وشتاء معتدل غزير الأمطار مع حدوث بعض موجات الصقيع.